# Utricularia australis
Espèce
Classification APG III (2009)
Statut de conservation UICN

 LC  : Préoccupation mineure
Synonymes
Utricularia australis, l’utriculaire australe, grande utriculaire, utriculaire élevée ou utriculaire citrine, est une espèce de plantes à fleurs du genre Utricularia et de la famille des Lentibulariaceae. C'est une plante carnivore ayant une importante aire de répartition incluant l'Europe, l'Afrique, l'Asie, l'Australie et la Nouvelle-Zélande.

## Présentation
Elle pousse dans des zones humides dans presque toute l'Europe (sauf l'extrême Nord).

## Statut de protection
Cette espèce est protégée dans plusieurs régions de France. Elle est sur la Liste des espèces végétales protégées en Alsace parmi d'autres.